# Chresmarcha
Chresmarcha is een geslacht van vlinders van de familie bladrollers (Tortricidae), uit de onderfamilie Tortricinae.

## Soorten
- C. delphica Meyrick, 1910
- C. enaemargyrea Diakonoff, 1952
- C. sybillina Meyrick, 1910